# Sexto Sentido (turnê)
"Sexto Sentido" ou "Sexto Sentido: O Xou" foi a oitava turnê da cantora e apresentadora brasileira Xuxa. A turnê tem como base seu álbum Sexto Sentido. É uma das turnês mais conhecidas de Xuxa, pois foi sua primeira turnê a ter um registro em vídeo. A turnê realizou apresentações em cidades como Belo Horizonte, Brasília, Campinas, Campos, Florianópolis, Fortaleza, Goiânia, Ipatinga, Natal, Ponta Grossa, Recife, Ribeirão Preto, São José dos Campos e São Paulo.

## Antecedentes
Meses antes de sair em turnê, Xuxa realizou alguns shows promocionais para divulgar o álbum Sexto Sentido. O primeiro grande show com as músicas do disco foi realizado em 23 de agosto de 1994 na casa de shows Imperator, Rio de Janeiro. A apresentação trazia um visual simplório com algumas pirâmides de pano e a capa do disco preenchendo o centro do palco. A setlist contava com músicas como "Hey DJ" (que era a abertura do show), "Pipoca" e "Dança da Bananeira" (que não foi executada na turnê). 3 mil pessoas assistiriam ao espetáculo que teve em sua plateia alguns famosos como Cláudia Raia e Monique Evans. Apesar do sucesso de público, Xuxa não ficou satisfeita com o resultado do show. Houve poucos ensaios para essa primeira apresentação, além da loira ter contraído uma gripe poucos dias antes da apresentação.
Em setembro de 1994, Xuxa se apresentou em algumas boates de São Paulo com o mesmo intuito do show no Imperator: divulgar o álbum recém-lançado. Nesses pocket-shows, a apresentadora cantava "Hey DJ", "Pipoca" e "Ilariê", além de responder a algumas perguntas dos fãs.

## Set-list
- "O Que Você Mais Gosta na Xuxa?" (Vídeo introdução, com "Yip Man's Kwoow" adicionado após o fim)

1. "Terra e Coração"
2. "Só Falta Você" (Datas selecionadas)
3. "Pinel Por Você" (Sem fade-out)
4. "Dança Nas Estrelas"
5. "Arco-Íris"

- Músicas a pedido do público

Artista Convidado
You Can Dance
1. "Compasso do Amor"
2. "Hoje é Dia de Folia"
3. "Tindolelê"
4. "Grito de Guerra"

Artista Convidado
1. "É de Chocolate"

Paquitas ("Eu Não Largo o Osso" e "Alô DJ")
1. "Lua de Cristal"

Artista Convidado
1. "Rir é o Melhor Remédio (Gargalhada)"

Artista Convidado
1. "Pipoca"
2. "Hey DJ"

Artista Convidado
1. "Jogo da Rima (The Name Game)"
2. "Ilariê" (Mix: Português, Espanhol e Inglês)

Artista Convidado
1. "Sexto Sentido"

- "Theme From Antartica"

- "Carmina Burana: Sexto Sentido" (Vídeo introdução, com "Yip Man's Kwoow" adicionado após o fim)

1. "Terra e Coração"
2. "Ilariê" (editada)
3. "Pot-Pourri:"

- Pinel Por Você
- Nosso Canto de Paz
- Tindolelê

1. "Dança nas Estrelas"

Artista Convidado
1. "Pipoca"
2. "Jogo da Rima (The Name Game)"

- Músicas em a capela

1. "Grito de Guerra" (Datas selecionadas)
2. "Hey DJ"

You Can Dance
Paquitas New Generation ("Nova Geração")
1. "Lua de Cristal"

Artista Convidado
1. "Rir é o Melhor Remédio (Gargalhada)"

Artista Convidado
1. "Sexto Sentido"

- "Theme From Antartica"

- "Carmina Burana: Sexto Sentido" (Vídeo introdução, com "Yip Man's Kwoow" adicionado após o fim)

1. "Luz no Meu Caminho (A Terra)"
2. "Ilariê" (editada)
3. "Pot-Pourri:"

- "Pinel Por Você"
- "Nosso Canto de Paz"
- "Tindolelê"

1. "Dança Nas Estrelas"

Artista Convidado
1. "Pra Quê Fumar ?"
2. "Pot-Pourri Baiano : Megamix 10 Anos" (a partir de 06 de Junho)

- "Ilariê"
- "Tindolelê"

1. "Grito de Guerra"

Artista Convidado
1. "Salada Mixta"
2. "Arco-Íris"

- Música em a capela

1. "Xuxa Hits"
2. "Hey DJ"

You Can Dance
Paquitas New Generation ("Nova Geração")
1. "Lua de Cristal"

Artista Convidado
1. "Rir é o Melhor Remédio (Gargalhada)"

Artista Convidado
1. "Sexto Sentido"

- "Theme From Antartica"

1. "Hey DJ"
2. "Pipoca"
3. "Jogo da Rima (The Name Game)"
4. "Ilariê"

## Primeira Fase (1994)
Depois do show de lançamento do álbum, a turnê começou a ganhar forma com base na apresentação. Pela primeira vez, um show da Xuxa foi baseado apenas nas músicas favoritas dos fãs e não apenas em músicas que poderiam usar objetos cenográficos, personagens e efeitos. Alguns cortes na setlist foram feitos como a música "Dança da Bananeira".
A turnê se iniciou oficialmente em 7 de outubro de 1994 na casa de shows Olympia, em São Paulo. Logo depois passou por mais 14 cidades brasileiras como Rio de Janeiro, Belo Horizonte, Brasília, Goiânia, Fortaleza, Natal, Recife, Florianópolis e Porto Alegre. Com o lançamento do álbum em espanhol El Pequeño Mundo era prevista a realização de shows da tour Sexto Sentido em países como Argentina, Espanha, Venezuela, Equador, Chile e Estados Unidos. Inclusive, era cantada na turnê uma versão inédita de "Ilariê" em português, espanhol e inglês. Por motivos desconhecidos, os shows internacionais não se concretizaram, porém a apresentadora chegou a participar de festivais e eventos promovendo o disco internacional.
Algumas músicas como "Pinel por Você" e "Tindolelê" foram reeditadas para que não terminassem em fade-out (efeito de desaparecimento gradual do som nas gravações) como nos discos. As músicas sem esse efeito soam melhor em apresentações, principalmente nas de Xuxa que são realizadas apenas com playback.
O cenário trazia elementos místicos como os cristais que giravam e uma pirâmide com 400 lâmpadas em seu interior de onde Xuxa saía na abertura do show e retornava após cantar a última música. Em algumas datas, a pirâmide foi substituída por um elevador hidráulico. Nas laterais do palco ficavam várias cabeças de abóbora, duendes, Papai Noel, balões e folhas de árvore. Na parede central do palco, dois painéis de 9x4m com os olhos de Xuxa, inspirados no cenário da Dangerous World Tour de Michael Jackson.
A estrutura do show contava com 250 refletores de 1 mil watts de potência, 56 lâmpadas de 600 watts, 12 movinlights, 4 máquinas de fumaça e quatro telões de 3x4m. Em apresentações em estádios, alguns desses números elevavam.
A maioria dos figurinos da turnê eram os mesmos do show de lançamento do álbum, porém com algumas alterações. O único figurino inédito era o do primeiro bloco do show em que Xuxa surgia com um vestido prata lantejoulado com um casaco prata, uma calça preta e botas pratas. Um figurino bastante lembrado da turnê é a fantasia de Charles Chaplin usada em Rir é o Melhor Remédio (Gargalhada), o único figurino utilizado desde o show de lançamento do álbum que seguiu até a última fase da turnê. Todas as roupas usadas no show foram compradas pela cantora em uma viagem que fez a Nova York (EUA).
Entre as trocas de figurinos de Xuxa, artistas que bombavam nas rádios na época se apresentavam no show. Patrícia Marx, Latino, Mara Maravilha, Copacabana Beat, Lenine e Marcelo Augusto são alguns dos cantores que participaram do show. O You Can Dance também participava do show cantando o hit Anjo, além das Paquitas que cantavam as inéditas Eu Não Largo o Osso gravada especialmente para o programa TV Colosso e Alô DJ.

## Segunda Fase (1995)
Poucos meses após a entrada das Paquitas Nova Geração, a turnê voltou a rodar o Brasil com algumas modificações. O show que antes contava com 17 músicas, teve sua setlist reduzida para 11. Todos os figurinos, com exceção dos usados em Rir é o Melhor Remédio (Gargalhada) e Sexto Sentido foram trocados. Na abertura, Xuxa vestia um enorme sobre-tudo prateado que quando tirado revelava um vestido curto prata, calça branca e botas pratas. Em Lua de Cristal, a loira passa a usar uma roupa preta com uma capa e capuz.
Apesar do lançamento do álbum Luz no meu Caminho em outubro daquele ano, as músicas do CD não eram cantadas nessa fase.

## Terceira Fase (1996)
A continuação da turnê em 1996 não veio apenas para a promoção do álbum Xuxa 10 Anos, mas também por conta de um show beneficente realizado no Maracanãzinho em abril daquele ano. Idealizado pela própria Xuxa, essa apresentação teve como objetivo arrecadar fundos aos desabrigados de uma enchente ocorrida no Rio de Janeiro naquela época.
O espetáculo foi realizado em parceria com a extinta rede de supermercados Sendas e contou com a participação de diversos artistas como Patrícia Marx e Latino. A proposta era fazer algo semelhante ao quadro Xuxa Hits, inclusive o cenário deste show era bem parecido com o do musical, já que Xuxa fazia sua entrada rasgando um enorme círculo de papel, algo que foi modificado nas apresentações seguintes. Essa apresentação no Rio contou com 3 horas de duração.
Após esse show, Xuxa comentou que gostaria de apresentá-lo em outras cidades e reverter os lucros para instituições de caridade. O desejo de apresentar a nova versão da tour em outros lugares se concretizou, mas não se sabe se os lucros chegaram a ser revertidos para instituições. A turnê Sexto Sentido se estendeu até junho de 1996 quando Xuxa completou 10 anos de Rede Globo.
Não se sabe muito sobre as músicas performadas nesta turnê, já que diferente das outras fases, não foi encontrado até o momento qualquer registro amador ou profissional do show completo. Até onde se tem informações, a música Jogo da Rima (The Name Game) foi removida da setlist, Arco-Íris voltou a ser performada e algumas faixas do álbum Luz no meu Caminho como Pra Quê Fumar? e Xuxa Hits foram apresentadas.
Desde a apresentação beneficente, o show passou por diversas alterações. Os elementos místicos das fases anteriores, deram lugar a painéis com listras coloridas iluminadas. Nas laterais do palco, havia 2 painéis, cada um com um círculo branco onde eram exibidas animações de laser. Xuxa agora entrava e saía de cena por meio de um elevador hidráulico, acompanhado de uma escada colorida. Duas pirâmides giratórias também enfeitavam o cenário, uma de cada lado do elevador de onde a loira surgia. Os painéis com os olhos de Xuxa foram mantidos, porém separados por um painel colorido com luzes.
Nos primeiros shows de 1996, Xuxa ainda utilizava os figurinos da fase anterior. Após algumas datas, alguns figurinos foram alterados, exceto o da abertura e os utilizados em Rir é o Melhor Remédio (Gargalhada), Lua de Cristal e Sexto Sentido. Após a primeira música, a loira usava um casaco, camisa, calça e botas, todos prateados. Nos blocos seguintes, Xuxa costuma usar sobre-tudos e chapéis coloridos como os do clipe da música Xuxa Hits. No show, Xuxa usou os looks nas seguintes cores: amarelo, vermelho e verde.

## Cenário

### Shows de Divulgação
O cenário desses show era bem simples. A capa do disco Sexto Sentido no fundo e algumas pirâmides de pano ao redor do palco.

### 1994 / 1995
Xuxa acrescentou objetos infantis no cenário, nas laterais do palco ficavam várias Cabeças de abóbora, Papais Noel, duendes e balões. Na parede central do palco, duas fotos dos olhos de Xuxa. Com uma grande pirâmide oca por onde Xuxa entrava e saía, e em cada lado da pirâmide, uma grande base com cristais giratórios. As paredes laterais do palco tinham vários folhas de plástico (fazendo menção a uma floresta encantada).

### 1996
O cenário sofreu várias alterações, As abóboras, Papai Noel e duendes foram retirados, as paredes laterais do palco receberam listras coloridas com luzes, e com um grande círculo branco localizado no centro das paredes laterais (que eram iluminados pelas luzes do palco), fazendo menção ao programa Xuxa Hits (programa apresentado por Xuxa entre 1994 á 1996). A pirâmide foi trocada por um elevador hidráulico de onde Xuxa saía e entrava. Uma escada colorida foi feita para que Xuxa pudesse descer do elevador até o relevo mais baixo do palco, e nos lados esquerdo e direito, duas pirâmides giratórias. As duas fotos dos olhos de Xuxa continuaram na parede central, porém com uma pequena parede colorida com luzes entre as fotos.

## Sexto Sentido - O Xou
Com o sucesso da turnê, a Xuxa Produções junto com a Globo Vídeo começou a vender o registro do show Sexto Sentido no final de 1995 como um teste para um possível lançamento. A venda era realizada apenas por telefone. Após o resultado satisfatório de vendas, a comercialização do VHS se concretiza e em maio de 1996, o home-vídeo passa a ser encontrado nas principais lojas do Brasil, além de locadoras.
O VHS traz o show da segunda fase (1995), porém sem a maioria das interações de Xuxa com o público, sem os convidados que cantavam entre os blocos e as performances do You Can Dance. A edição do VHS não teve um show base como nos lançamentos posteriores de Xuxa, mas sim uma mistura de várias gravações da turnê, inclusive de alguns shows de 1994.
Sexto Sentido - O Xou foi bastante divulgado dentro do programa Xuxa Park onde trechos do VHS eram exibidos, além da própria Xuxa mostrar a capa do home-vídeo e comentar sobre o lançamento.

## Informações Adicionais
- Xuxa costumava cantar em acapela com o público algumas músicas que não estavam no roteiro do show. Algumas cantadas:  "Doce Mel (Bom Estar Com Você)", "Arco-Íris" (1995), "Quem Qué Pão", "Nosso Canto de Paz" (1994), "Brincar de Índio", "Hoje é Dia de Folia" (1995 - 1996), "Dança da Xuxa", "Abecedário da Xuxa", "Milagre da Vida", "Jogo da Rima" (1996), "Pipoca" (1996).
- No show do dia 8 de outubro em São Paulo, a saia de Xuxa caiu enquanto cantava a música "Lua de Cristal"., ficando de calcinha no resto.da performance. Após o incidente, o Praga entrou no palco com a saia e a apresentadora fez piada da situação.
- Em todos os shows, antes do inicio, era tocada uma versão remixada da música "Hey DJ".
- Na segunda etapa da turnê, a música "Grito de Guerra" era apenas nos primeiros shows. Xuxa não cantou "Grito de Guerra" nas cidades de Campos e Americana em 1995. Segundo a própria Xuxa, essa turnê foi diferente das outras, pois dessa vez as músicas eram as que o público mais gostava e não as que a produção achava que teria um efeito de palco melhor. O repertório foi selecionado pela própria Xuxa, pela sua empresária Marlene Mattos e o produtor Michael Sullivan, que foi quem produziu o álbum "Sexto Sentido".[7]
- O show realizado na cidade de Americana no estado de São Paulo, Xuxa cantou pela primeira vez o "Pot-Pourri Baiano: Megamix 10 Anos", que não foi incluído no álbum "Xuxa 10 Anos".
- Em 1994, Xuxa fez um show especial no Ginásio Gigantinho em Porto Alegre, o dinheiro arrecadado foi doado para o Instituto do Câncer Infantil. Xuxa entregou ao presidente do instituto uma placa em reconhecimento ao seu trabalho. Afonso Nigro, Leoni, Yahoo e Latino também estiveram presentes no show. Xuxa usou apenas 2 figurinos dos 7 usados na turnê. Não se sabe o repertório exato do show, Xuxa cantou a música "Milagre da Vida" (que não fazia parte do repertório). Xuxa encerrou o show com várias crianças que lutavam contra o câncer.
- As Paquitas New Generation foram incluídas a partir do primeiro show da turnê em 1995, substituindo as antigas Paquitas.

## Datas

### Shows Promocionais (1994)
- 23/08/1994 - Imperator (Rio de Janeiro)
- 17/09/1994 - Boate Sunshine - Santo André (SP) - (0h15)
- 17/09/1994 - Boate Overnight - Mooca (SP) - (2h20)
- 18/09/1994 - Resumo da Ópera - Shopping Eldorado (SP)

### Shows da turnê
| Data                   | Cidade                | País          | Local                                                         |
| ---------------------- | --------------------- | ------------- | ------------------------------------------------------------- |
| 7 de outubro de 1994   | São Paulo             | Brasil        | Olympia                                                       |
| 8 de outubro de 1994   | São Paulo             | Brasil        | Olympia                                                       |
| 9 de outubro de 1994   | São Paulo             | Brasil        | Olympia                                                       |
| 12 de outubro de 1994  | Goiânia               | Brasil        | Estádio Serra Dourada                                         |
| 13 de outubro de 1994  | São Paulo             | Brasil        | Olympia                                                       |
| 14 de outubro de 1994  | São Paulo             | Brasil        | Olympia                                                       |
| 15 de outubro de 1994  | São Paulo             | Brasil        | Olympia                                                       |
| 16 de outubro de 1994  | São Paulo             | Brasil        | Olympia                                                       |
| 4 de novembro de 1994  | Belo Horizonte        | Brasil        | Estádio Independência                                         |
| 5 de novembro de 1994  | Belo Horizonte        | Brasil        | Estádio Independência                                         |
| 12 de novembro de 1994 | Fortaleza             | Brasil        | Estádio Presidente Vargas                                     |
| 13 de novembro de 1994 | Recife                | Brasil        | Estádio Ilha do Retiro                                        |
| 10 de dezembro de 1994 | São José dos Campos   | Brasil        | Estádio Municipal Martins Pereira                             |
| 11 de dezembro de 1994 | São Paulo             | Brasil        | Estádio do Pacaembu                                           |
| 28 de maio de 1995     | Campos dos Goytacazes | Brasil        | Parque de Exposições de Campos                                |
| 15 de junho de 1995    | Americana             | Brasil        | Estádio Municipal Décio Vitta                                 |
| 16 de julho de 1995    | Araçatuba             | Brasil        | Recinto de Exposições de Araçatuba Clibas de Almeida Prado[A] |
| 9 de julho de 1995     | Natal                 | Brasil        | Estádio João Machado                                          |
| 8 de julho de 1995     | Fortaleza             | Brasil        | Beach Park                                                    |
| 16 de julho de 1995    | Campos Novos          | Brasil        | Estádio Municipal Cid Pedroso                                 |
| 26 de agosto de 1995   | Ribeirão Preto        | Brasil        | Estádio do Comercial                                          |
| 14 de outubro de 1995  | Campinas              | Brasil        | Estádio Moisés Lucarelli                                      |
| 21 de outubro de 1995  | Brasília              | Brasil        | Estádio Mané Garrincha                                        |
| 28 de abril de 1996    | Rio de Janeiro        | Maracanãzinho |                                                               |
| 25 de maio de 1996     | Fernandópolis         | —             |                                                               |

Observações
A Parte da "Expô Araçatuba"

## Ficha Técnica
- Elenco: Paquitas, You Can Dance, Gêmeas, Bombom, Praga e O Berry (Mago)
- Assessoria de Imprensa: Mônica Muniz
- Produção Executiva: Angela Mattos
- Cenografia: João Cardoso Filho
- Produtor: Luiz Cláudio Lopes Moreira
- Direção e Supervisão Geral: Marlene Mattos
- Realização: Xuxa Produções
- Edição do VHS: Teresa Cavalleiro e Jorge Rui Almeida